# Бугарска на Европском првенству у атлетици у дворани 2019.
Бугарска је учествовала на 35. Европском првенству у дворани 2019 који се одржао у Глазгову, Шкотска, од 1. до 3. марта. Ово је тридесет пето европско првенство у дворани на коме је Бугарска учествовала, односно учествовала је на свим првенствима до данас. Репрезентацију Бугарске представљала су 6 такмичара (4 мушкарца и 2 жене) који су се такмичили у 5 дисциплина (3 мушке и 2 женске).
На овом првенству Бугарска је делила 10. место по броју освојених медаља са 1 златном медаљом. У табели успешности према броју и пласману такмичара који су учествовали у финалним такмичењима (првих 8 такмичара) Бугарска је са 2 учесника у финалу заузела 18 место са 12,50 бодова.
| Плас. | Земља    | 1. место | 2. место | 3. место | 4. место | 5. место | 6. место | 7. место | 8. место | Бр. финал.-Бод. |
| ----- | -------- | -------- | -------- | -------- | -------- | -------- | -------- | -------- | -------- | --------------- |
| 18.   | Бугарска | 1 - 8    | –        | –        | 1 – 4,50 | –        | -        | -        | -        | 2 - 12,50       |

## Учесници
| Мушкарци: - Денис Димитров — 60 м - Митко Ценов — 3.000 м - Иво Балабанов — 3.000 м - Тихомир Иванов — Скок увис | Жене: - Александра Начева — Троскок - Радослава Мавродијева — Бацање кугле |  |

## Освајачи медаља (1)

### Злато (1)
- Радослава Мавродијева — Бацање кугле

## Резултати

### Мушкарци
| Атлетичар      | Дисциплина | Лични рекорд | Квалификације | Квалификације | Полуфинале           | Полуфинале           | Финале                | Финале       | Детаљи |
| Атлетичар      | Дисциплина | Лични рекорд | Резултат      | Место         | Резултат             | Место                | Резултат              | Место        | Детаљи |
| -------------- | ---------- | ------------ | ------------- | ------------- | -------------------- | -------------------- | --------------------- | ------------ | ------ |
| Денис Димитров | 60 м       | 6,65         | 6,95          | 5. у гр. 1    | Није се квалификовао | Није се квалификовао | Није се квалификовао  | 39 / 44 (45) |        |
| Митко Ценов    | 3.000 м    | 7:58,26      | 8:12,45       | 15. у гр. 1   |                      |                      | Нису се квалификовали | 28 / 33 (34) |        |
| Иво Балабанов  | 3.000 м    | 8:01,24      | 8:20,31       | 17. у гр. 2   | 32 / 33 (34)         |                      | Нису се квалификовали |              |        |
| Тихомир Иванов | Скок увис  | 2,28         | 2,25 кв       | 2. у гр. Б    | 2,22                 | 4 / 19               |                       |              |        |

### Жене
| Атлетичарка           | Дисциплина   | Лични рекорд | Квалификације | Квалификације | Полуфинале | Полуфинале | Финале                | Финале       | Детаљи |
| Атлетичарка           | Дисциплина   | Лични рекорд | Резултат      | Место         | Резултат   | Место      | Резултат              | Место        | Детаљи |
| --------------------- | ------------ | ------------ | ------------- | ------------- | ---------- | ---------- | --------------------- | ------------ | ------ |
| Александра Начева     | Троскок      | 13,43        | 12,98         | 17.           |            |            | Није се квалификовала | 17 / 17 (18) |        |
| Радослава Мавродијева | Бацање кугле | 19,09        | 18,85 КВ      | 2.            | 19,12 ЛР   |            |                       |              |        |